# Южный Двор
Южный Двор — общее название императоров средневековой Японии в 1336—1392 годах, в период Намбокутё, противостоявших претендентам Северного Двора.
Разделение японского императорского двора на южный и северный восходит к императору Го-Сага, правившему в 1242—1246 годах. Ему наследовали один за другим два сына, Го-Фукакуса и Камэяма. В 1272 году, перед смертью, Го-Сага завещал сыновьям установить такой порядок наследования престола, при котором их потомки занимали бы трон поочерёдно. Этот порядок оказался крайне неэффективным и привёл к соперничеству претендентов на престол.
В 1333 году император Го-Дайго (потомок Камэямы) установил трёхлетнее абсолютистское правление, известное как реставрация Кэмму и прекратившее существование сёгуната Камакура. В ответ сёгуны провозгласили императором Когона, родственника Го-Дайго, сына предыдущего императора Го-Фусими и потомка Го-Фукакусы. После окончательного поражения сёгуната Камакура Когон отказался от претензии на престол, однако новые сёгуны Асикага поддержали его брата Комё, а затем двух его сыновей. Таким образом, семья Когона образовала альтернативный двор, который известен как Северный благодаря своему расположению в Киото, севернее, чем двор императора в Ёсино. Двор наследников Го-Дайго при этом получил известность как Южный.
В 1392 году император Южного Двора Го-Камэяма потерпел поражение и отрёкся от престола в пользу правнука Когона, Го-Комацу. На этом раскол императорского двора закончился. Го-Комацу пообещал, что чередование императоров из двух ветвей династии будет продолжено, но но это обещание осталось невыполненным.
Несмотря на победу Северного Двора, именно Южный Двор рассматривается как законный в период раскола. Один из представителей этой линии династии, Кумадзава Хиромити, после Второй мировой войны объявил себя императором, заявив, что Хирохито, происходящий от Северного Двора, не является законным.